# 100 días para enamorarnos
100 días para enamorarnos es una telenovela de comedia dramática estadounidense producida por Telemundo Global Studios para Telemundo en el 2020. La telenovela es una adaptación de la telenovela argentina titulada 100 días para enamorarse, creada por Sebastián Ortega.
Esta protagonizada por Ilse Salas, Mariana Treviño, Erick Elías y David Chocarro, acompañados por Andrés Almeida, Humberto Zurita, Sylvia Sáenz, Héctor Suárez Gomís, Sofía Lama, Manuel Balbi, Lucas Velázquez, Daniela Bascopé, Macaria y Beatriz Monroy, entre otros.
La telenovela aborda los temas como la inclusión, el bullying, la homosexualidad y la transexualidad, los diferentes tipos de familias, el divorcio junto con la separación matrimonial y las adicciones.

## Trama
La historia gira en torno a dos buenas amigas, Constanza Franco (Ilse Salas), una abogada muy sofisticada y exitosa, además de madre y esposa; y a Remedios Rivera (Mariana Treviño), también madre y esposa amorosa, pero que, a diferencia de su amiga, es un espíritu libre que no puede mantener su vida en orden. Ambas mujeres deciden terminar 20 años de matrimonio con sus respectivos esposos. La vida de Remedios es complicada cuando decide separarse de Max (Andrés Almeida), su esposo actual y reaparece Emiliano (David Chocarro), su primer amor. Mientras tanto, Constanza acuerda con su esposo Plutarco (Erick Elías), tomar un descanso de 100 días. Una vez que hayan transcurrido los 100 días, deberán decidir si mantener el matrimonio o no.

## Reparto
La revista People en Español publicó una lista de actores confirmados en octubre de 2019, meses después, Telemundo dio a conocer en marzo de 2020 la lista oficial de los nombres de algunos personajes.

### Principales
- Ilse Salas como Constanza "Connie" Franco de Cuesta
- Mariana Treviño como Remedios Rivera de Barrios
- David Chocarro como Emiliano León
- Erick Elías como Plutarco Cuesta
- Sylvia Sáenz como Jimena Sosa
- Sofía Lama como Aurora Villareal
- Héctor Suárez Gomís como Luis Casas
- Andrés Almeida como Max Barrios
- Manuel Balbi como Fernando Barroso
- Lucas Velázquez como Pablo Franco
- Daniela Bascopé como Isabel Morales de Barroso
- Macarena García Romero como Alejandra / Alejandro Barrios Rivera
- Xabiani Ponce de León como Daniel "Dani" Cuesta Franco
- Gabriel Tarantini como Benjamín Flores
- Fernanda Urdapilleta como Lucía Sandoval Blanco
- Sheryl Rubio como Mariana Velarde
- Macaria como Mónica Franco
- Eduardo Ibarrola como Pedro Franco
- Shaula Vega como Marlene Blanco
- Beatriz Monroy como Vicky Medina
- Thamara Aguilar como Teresa "Tere"  Medina
- Isabella Sierra como Susana Casas Sosa
- Gael Sánchez como José Martín Cuesta Franco
- Andrés Pirela como Nicolás "Nico" Casas Villareal
- Humberto Zurita como Ramiro Rivera

### Recurrentes
- Amairani Romero como Martha Gutiérrez
- Carlos Acosta-Milian como el Sr. Balderas
- Daniela Botero como Lorena
- Marielena Dávila como Soledad "Sol" Bernal
- Freddy Flórez como Benito
- Scarlet Ortiz como Gloria Cruz[6]
- Cristina Figarola como Catalina Jones
- Gonzálo Zulueta como Ángel Urdaneta
- Julián Marín como Christian Núñez
- Abril Golindano como Frida Barroso Morales
- Daniel Lugo como el Juez Francisco Guzmán
- Jimmie Bernal como el senador Jones
- Marco Antonio Tostado como Roger Montero
- Darío Duque como estudiante
- Emmanuel Pérez como Samuel Sandoval Blanco
- María Laura Quintero como Pilar Segura
- Andrés Vargas como Darío Puente
- Fabián Hernández como Fito Garza
- Harry Geithner como Bruno Casares
- Paulo Quevedo como Fausto
- Omar Fabel como Leonardo Férrero
- Ricardo Chávez como Héctor Morillo
- Aneudy Lara como Jorge Álvarez
- Carlos Torres como Fabián "El Lobo" Ramírez[7]
- Daniela Navarro como Hilda Santander
- Jorge Consejo como José Miguel Meléndez
- Carlos Santos como Gil Reyes
- Ezra Michel como Andrés
- Maite Embil como Angélica Quintero
- Mauricio Novoa como Roberto
- Jullye Giliberti como Karla
- Carolina Laursen como Psicóloga[8]
- Fabián Ríos como Iván Acosta
- Héctor Peña como Carlos Zapata / Lauro
- Karla Monroig como Dulce Barroso
- Laura Garrido como Yadira Díaz
- Claudia Moreno como Ingrid de Acosta
- Jorge Alberti como Erick Méndez
- Simone Marval como Verónica Acosta
- Jalymar Salomón como chica de la terapia
- Carla Peterson como Martina Guerty[9]
- Liz Dieppa como Tania Lozano[10]
- Geraldine Bazán como Elisa Polanco[11][12]
- Diana Chacon como Jennifer Contreras[13]

### Invitados especiales
- Miguel Varoni como el mismo

## Episodios
| Temporada | Temporada | Episodios | Episodios | Lanzamiento original  | Lanzamiento original  | Lanzamiento original |
| Temporada | Temporada | Episodios | Episodios | Primera emisión       | Última emisión        | Cadena               |
| --------- | --------- | --------- | --------- | --------------------- | --------------------- | -------------------- |
|           | 1         | 57        | 57        | 28 de abril de 2020   | 20 de julio de 2020   | Telemundo            |
|           | 2         | 35        | 35        | 10 de febrero de 2021 | 10 de febrero de 2021 | Netflix / Blim TV    |

## Producción
El 17 de mayo de 2019, Viacom anuncia que los formatos de las producciones de Telefe, «100 días para enamorarse» e «Historia de un clan», fueron vendidas a Telemundo, para realizar una nueva versión de cada una, dirigidos al público hispano.
La telenovela es producida por Telemundo Global Studios y el segundo filmado en Miami en la nueva sede de Telemundo. La telenovela inició grabaciones el 22 de octubre de 2019, confirmando a gran parte del elenco, entre ellos los protagonistas: Ilse Salas, Mariana Treviño, Erick Elías y David Chocarro. Es escrita y adaptada por Ricardo Álvarez Canales, dirigida por Jorge Colón, Mariano Ardanaz y Fez Noriega, y realizada bajo la producción ejecutiva a cargo de Miguel Varoni.
El 18 de marzo de 2020, Telemundo suspendió temporalmente la producción de la telenovela debido a la pandemia de COVID-19 en Estados Unidos, la cual también afecto parte del calendario de grabaciones, faltando escenas por grabar entre los episodios 50-57, haciendo de ellas un poco incoherentes y provocando quejas de los espectadores. Las grabaciones se reanudaron el 6 de julio de 2020 y finalizaron el 31 de julio del mismo año.

## Emisión y recepción
La primera temporada de 100 días para enamorarnos se estrenó el 28 de abril de 2020 en sustitución de la segunda temporada de La doña, con 1.07 millones de personas a comparación con su competencia Amor eterno de Univisión, con 2 millones de personas. Sin embargo; durante su emisión por televisión, el rendimiento en audiencia fue bajo, registrando un promedio de 0.80 millones de personas, considerándola un fracaso en televisión. Debido a la pandemia de COVID-19 en Estados Unidos y la suspensión de las grabaciones al inicio de la pandemia, la telenovela tuvo que se pausada al aire en el episodio 57 el 20 de julio de 2020, con 0.96 millones de personas en su última transmisión por televisión, siendo reemplazada por los dramas turcos Cennet (en su cambio de horario) y Todo por mi hija, y la producción original de Telemundo, La suerte de Loli en su misma franja horaria. No obstante, después de su emisión por televisión, la primera temporada se lanzó en Netflix en México y Latinoamérica el 17 de septiembre de 2020, ocupando los primeros 10 lugares como la producción más vista, siendo tendencia en redes sociales.
La segunda temporada se lanzó fuera de los Estados Unidos en las plataformas Netflix y Blim TV el 10 de febrero de 2021, con los últimos 35 episodios producidos, volviendo a ser tendencia en redes sociales.

### Audiencia en televisión
| Temporada | Horario (ET/CT)        | Episodios | Primera emisión     | Primera emisión      | Última emisión      | Última emisión       | Promedio de espectadores (millones) |
| Temporada | Horario (ET/CT)        | Episodios | Fecha               | Audiencia (millones) | Fecha               | Audiencia (millones) | Promedio de espectadores (millones) |
| --------- | ---------------------- | --------- | ------------------- | -------------------- | ------------------- | -------------------- | ----------------------------------- |
| 1         | lunes a viernes 9pm/8c | 57        | 28 de abril de 2020 | 1.07                 | 20 de julio de 2020 | 0.96                 | 0.84                                |

## Premios y nominaciones

### Premios PRODU 2020
| Categoría                      | Nominados                                  | Resultados |
| ------------------------------ | ------------------------------------------ | ---------- |
| Mejor telenovela               | Miguel Varoni                              | Ganadora   |
| Mejor actriz principal         | Mariana Treviño                            | Ganadora   |
| Mejor actor revelación         | Gael Sánchez                               | Nominado   |
| Mejor actriz revelación        | Macarena García Romero                     | Nominada   |
| Mejor escritor                 | Sebastián Ortega y Ricardo Álvarez Canales | Nominados  |
| Mejor tema musical de programa | «Quiero despertar» de Efecto Mandarina     | Nominado   |

### TV Adicto Golden Awards 2020
| Categoría                      | Nominados                 | Resultados |
| ------------------------------ | ------------------------- | ---------- |
| Mejor telenovela internacional | Miguel Varoni             | Ganador    |
| Mejor vestuario                | 100 días para enamorarnos | Ganador    |
| Mejores créditos de entrada    | 100 días para enamorarnos | Ganador    |

### Kids' Choice Awards México 2021
| Categoría       | Nominados       | Resultados |
| --------------- | --------------- | ---------- |
| Actriz favorita | Macarena García | Ganadora   |